# Национальный теннисный центр (Нью-Йорк)
Национальный теннисный центр (англ. National Tennis Center) — теннисный комплекс, расположенный на территории парка Флашинг-Медоус — Корона-парк (Куинс, Нью-Йорк, США). Общая территория 46 акров (18,6 га), включает 22 корта. Начал работу в 1978 году, с 2006 года носит имя Билли Джин Кинг. Место проведения Открытого чемпионата США по теннису с 1978 года, принимал также финал Кубка мира по игре Fortnite, игры баскетбольной лиги BIG3 и матчи All Elite Wrestling.

## История
До середины 1970-х годов чемпионаты США по теннису (позже — Открытые чемпионаты США) проводились на травяных кортах Уэстсайдского теннисного клуба в районе Форест-Хилс (боро Куинс) в Нью-Йорке. Однако к этому времени размеры клуба, расположенного в жилом районе, перестали удовлетворять растущий интерес к турниру, а отношения между проводящей его Ассоциацией тенниса Соединённых Штатов (USTA) и руководством клуба были натянутыми ещё с середины века. Вице-президент USTA Слю Хестер выбрал в качестве нового, более удобного места для проведения Открытого чемпионата США участок парка Флашинг-Медоус, где был расположен стадион имени Луиса Армстронга (ранее «Сингер Боул»). Стадион, построенный к Всемирной выставке 1964 года, пребывал в запустении, и, по признанию комиссара парков Нью-Йорка, городское руководство давно хотело от него избавиться. В итоге к апрелю 1977 года USTA получила разрешение на перестройку стадиона и территории вокруг него. Овальная форма исторического стадиона плохо подходила для тенниса, так как многие зрительские места оказывались слишком далеко от корта, и архитектор Дэвид Спектер предложил построить на старой базе две отдельных, но прилегающих одна к другой стадионных чаши. Работы были начаты в сентябре 1977 года и окончены ко времени проведения Открытого чемпионата США в следующем году. Больший из новых выставочных кортов сохранил имя Луи Армстронга, а второй, по проекту Спектера получивший восьмиугольную форму, получил название Грандстенд.
Уже в первый год проведения Открытого чемпионата США на новом месте общее количество посетителей превысило 275 тысяч, а на следующий год — 300 тысяч. В 1993 году площадь теннисного комплекса была увеличена вдвое, с 21,6 акра до 42; в обмен USTA разбила новый парк площадью 48 акров в районе Куинса Колледж-Пойнт. В 1997 году был открыт новый главный корт — стадион Артура Эша вместимостью более 23 тысяч зрительских мест, что позволило ещё сильнее увеличить общую посещаемость. В первый день работы новый стадион принимал матчи Тамарин Танасугарн-Чанда Рубин, Серена Уильямс-Лариса Нейланд и Тодд Мартин-Джим Курье.
В 2006 году Национальному теннисному центру было официально присвоено имя Билли Джин Кинг. В начале 2010-х годов был принят план реконструкции центра, включавший перестройку стадиона Луи Армстронга и Грандстенда, а также расширение общей территории. В 2016 году был открыт новый Грандстенд, а на стадионе Артура Эша была установлена подвижная крыша. Перестройка стадиона Луи Армстронга, расширенного с 10,5 до 14 тысяч зрительских мест и также получившего подвижную крышу, была завершена к Открытому чемпионату США 2018 года.
Хотя в периоды между проведением Открытого чемпионата США корты Национального теннисного центра открыты для широкой публики, до установки крыш на главных стадионах он почти не использовался для других мероприятий; одним из немногих исключений стал в 2008 году первый матч WNBA под открытым небом. Однако со вводом в эксплуатацию крытых стадионов центр начал принимать также другие спортивные и культурные мероприятия, включая финал Кубка мира по игре Fortnite, игры баскетбольной лиги BIG3, матчи All Elite Wrestling и Выставку собак Вестминстерского собаководческого клуба.

## Описание
Национальный теннисный центр располагается в северной части Флашинг-Медоус — Корона-парка, вблизи от станции метрополитена и городской электрички Метс — Уиллетс-Пойнт.
Площадь комплекса — 46 акров (18,6 га). На территории центра расположены 22 корта с акриловым хардовым покрытием (до 2019 года Pro DecoTurf, с 2020 года Laykold). Ещё 11 тренировочных кортов располагаются за пределами огороженного комплекса, у его восточного входа. Четыре крупнейших корта комплекса — стадион Артура Эша, стадион Луи Армстронга, Грандстенд (англ. Grandstand) и корт № 17 — относятся к разряду выставочных. Официальные матчи проводятся, помимо них, ещё на 13 кортах, а 5 предназначены только для тренировок. Стадион Артура Эша является крупнейшим по вместимости теннисным стадионом в мире, количество зрительских мест — 23 771. Стадион Луи Армстронга вмещает 14 053 зрителей, Грандстенд — 8125 и корт № 17 — 2800. На остальных игровых кортах число зрительских мест колеблется от 336 (корты № 8 и № 16) до 1704 (корты № 11 и № 12), общее число мест на пяти тренировочных кортах — 672.